# Quasisatellit

Quasisatellitenumlaufbahn des Asteroiden 2002 AA_{29} im Jahr 2589 aus der Sicht senkrecht auf die Ekliptik. Die linke Seite zeigt die Bahnen von 2002 AA_{29} und der Erde aus dem ruhenden Bezugssystem betrachtet, die rechte Seite in vergrößertem Ausschnitt dieselbe Bahn von 2002 AA_{29}, betrachtet aus dem mit der Bahnbewegung der Erde mitbewegten Bezugsystem; Bild: JPL.

Ein Quasisatellit ist ein kleiner koorbitaler Begleiter eines größeren Himmelskörpers (etwa eines Planeten), den er in größerem Abstand mit derselben Umlaufdauer umkreist, mit der sich dieser um ein Zentralgestirn (die Sonne) bewegt.
Zumeist handelt es sich dabei um Asteroiden, die sich in der Nähe eines Planeten aufhalten. Ihre Bahn um die Sonne hat demnach dieselbe Umlaufzeit und fast dieselbe Bahnachse wie der Planet, wirkt aber „von der Sonne gesehen“ etwas exzentrisch (siehe auch Lagrange-Punkte und eingeschränktes Dreikörperproblem).

## Bahnform
Quasisatelliten stehen hauptsächlich unter dem Gravitationseinfluss des gemeinsamen Zentralkörpers – und nicht wie ein Mond unter dem Einfluss des Planeten. Genaugenommen steht zwar auch der Erdmond unter dem Haupteinfluss der Sonne. Die Mondbahn liegt jedoch – im Gegensatz zu einer koorbitalen Bahn – so im Schwerefeld der Sonne, dass ihr Einfluss nahezu konstant ist. Der Einfluss der Erde bestimmt daher maßgeblich die kleinen, regelmäßigen „Störungen“ der Mondbahn um die Sonne: Im ruhenden Bezugssystem beschreibt die Mondbahn eine „geschlängelte“ Kurve um die Erdbahn herum. Die Umlaufbahn eines Quasisatelliten sieht in diesem Bezugssystem dagegen wie eine normale keplersche, ellipsenförmige Umlaufbahn aus.
Aus der Sicht eines Bewohners des größeren Objekts (des Planeten), d. h. mit einem Bezugssystem, in dem das größere Objekts (der Planet) zu ruhen scheint, sind die Unterschiede schwieriger zu erkennen. Man sieht nur noch die Relativbewegung des Quasisatelliten. Er beschreibt in diesem Bezugssystem innerhalb eines Umlaufs um das Zentralgestirn eine Schleife um den größeren Himmelskörper – hat also eine etwas unterschiedliche Umlaufbahn hinsichtlich Exzentrizität und Bahnneigung gegen die Ekliptik. Der radiale Bewegungsanteil wird direkt durch die Differenz der Exzentrizitäten zwischen Planet und Quasisatelliten verursacht, während der Bewegungsanteil längs der Planetenbahn durch die etwas abweichende Geschwindigkeit im Perihel und im Aphel verursacht wird. Im Perihel überholt er den Planeten von innen, während er im Aphel weiter außen in Bezug auf den Planeten zurückfällt. Im Lauf eines Jahres wird daraus dadurch ein kompletter Umlauf um den Planeten, was letztlich gleichbedeutend mit einer Bahnresonanz von 1:1 ist. Die oben erwähnte „geschlängelte“ Bahn eines echten Satelliten existiert also genaugenommen auch bei dem Orbit eines Quasisatelliten, besitzt aber die gleiche Periodenlänge wie sein eigentlicher Orbit, anders als z. B. beim Mond mit rund 13 Mondumläufen um die Erde pro Jahr. Die Bahnen von Planet und Quasisatellit sind anschaulich in etwa analog zu zwei Autos auf einer Autobahn, die nebeneinander mit im Mittel gleicher Geschwindigkeit fahren und sich wechselseitig überholen, jedoch nicht fest aneinander gebunden sind.

## Stabilität
Auch wenn Quasisatelliten hauptsächlich der Gravitation des Zentralkörpers (der Sonne) unterliegen, werden sie doch von dem Planeten beeinflusst, in dessen Nähe sie sich befinden. Da das Verhältnis der Umlaufzeiten von Planet und Quasisatellit genau 1:1 beträgt, sie sich also immer in ähnlicher Konstellation begegnen, wirkt die Störung durch den Planeten immer in gleicher Weise und kann sich somit aufschaukeln und den Quasisatelliten aus der Bahn werfen.
Computersimulationen zeigen jedoch, dass die Bahnen von Quasisatelliten der äußeren Planeten Uranus und Neptun so stabil sind, dass sich Quasisatelliten seit der Entstehung des Sonnensystems vor 4,5 Milliarden Jahren noch immer dort aufhalten können. Für Jupiter ist die Zeitspanne bis zur Instabilität allerdings nur 10 Millionen Jahre und für Saturn mit weniger als 100.000 Jahren noch geringer. Falls die Bahnexzentrizität der Quasisatelliten in einem bestimmten Bereich liegt (für Uranus und Neptun zwischen 0,1 und 0,15) und je geringer die Bahnneigung ihrer Orbits gegen die Bahnebene des Planeten ist, desto stabiler sind die Bahnen dieser Quasisatelliten. Aufgrund dessen sollten Uranus und Neptun noch ursprüngliche Quasisatelliten besitzen, während Jupiter und Saturn nur vorübergehend eingefangene Quasisatelliten haben sollten.

## Beispiele

### Erde
Als erster entdeckter Quasisatellit der Erde gilt der kleine Asteroid 2003 YN107 in den Jahren von 1996 bis 2006, der seitdem wieder eine Hufeisenumlaufbahn entlang der Erdbahn beschreibt. Im Jahr 2066 wird er erneut ein Quasisatellit der Erde. Bei der darauf folgenden Begegnung im Jahr 2120 ist es sogar wahrscheinlich, dass er von der Erde eingefangen und so zum zweiten echten Mond der Erde wird.
Ein weiteres koorbitales Objekt der Erde, der Asteroid 2002 AA29, wechselt annähernd zyklisch zwischen einer Hufeisenumlaufbahn und einer Quasisatellitenbahn, wobei er das nächste Mal um das Jahr 2600 für 45 Jahre ein Quasisatellit sein wird.
Am 19. September 2014 publizierte die Cornell University eine Studie zum neu entdeckten Asteroiden 2014 OL339 als weiterem Quasisatelliten der Erde. Bislang waren die Asteroiden (164207) 2004 GU9, (277810) 2006 FV35 und 2013 LX28 als ungebundene Erdbegleiter bekannt.
Am 27. April 2016 wurde im Rahmen der automatischen Pan-STARRS-Himmelsdurchmusterung der Asteroid (469219) Kamoʻoalewa entdeckt und in der Folge als weiterer Quasisatellit erkannt. Sein Durchmesser wird mit rund 40 bis 100 Metern angegeben; sein Erdabstand schwankt zwischen dem 38- und 100-Fachen des Abstands Erde–Mond. Zudem haben Berechnungen ergeben, dass der Asteroid schon rund ein Jahrhundert die Erde begleitet.

### Andere Planeten
Auch die Venus besitzt einen Quasisatelliten, den Asteroiden (524522) Zoozve. Dieser ist der erste entdeckte dieser Art und bislang der einzige bekannte koorbitale Begleiter der Venus. Berechnungen zufolge befindet er sich bereits seit 7.000 Jahren auf seiner derzeitigen Umlaufbahn und wird ihr noch für weitere 500 Jahre folgen. Durch die hohe Exzentrizität von etwa 0,4 und die Inklination von rund 9° ist sein maximaler Abstand von der Sonne fast so groß wie der der Erde, der minimale Abstand aber kleiner als das Aphel des Merkur; er nähert sich der Erde auch an. Vermutlich war der Asteroid vor etwa 7.000 Jahren ein erdnaher Asteroid, der von der Erde selbst auf seine derzeitige Bahn gebracht wurde.
Simulationen zufolge können Quasisatelliten um die Planeten Uranus und Neptun seit der Entstehung des Sonnensystems vor etwa 4,5 Milliarden Jahren existieren. Daher wird vermutet, dass diese Planeten Quasisatelliten besitzen, die sie seit deren Annäherung nicht wieder verloren haben. Bislang wurden allerdings keine Quasisatelliten von Gasplaneten entdeckt.